# Municipio de Windsor (Minnesota)
El municipio de Windsor (en inglés: Windsor Township) es un municipio ubicado en el condado de Traverse en el estado estadounidense de Minnesota. En el año 2010 tenía una población de 66 habitantes y una densidad poblacional de 1,17 personas por km².

## Geografía
El municipio de Windsor se encuentra ubicado en las coordenadas 45°41′53″N 96°41′22″O / 45.69806, -96.68944. Según la Oficina del Censo de los Estados Unidos, el municipio tiene una superficie total de 56.35 km², de la cual 40,4 km² corresponden a tierra firme y (28,3 %) 15,94 km² es agua.

## Demografía
Según el censo de 2010, había 66 personas residiendo en el municipio de Windsor. La densidad de población era de 1,17 hab./km². De los 66 habitantes, el municipio de Windsor estaba compuesto por el 100 % blancos. Del total de la población el 1,52 % eran hispanos o latinos de cualquier raza.